# Asmate pallidaria
Asmate pallidaria là một loài bướm đêm trong họ Geometridae.